# Studskoefficient

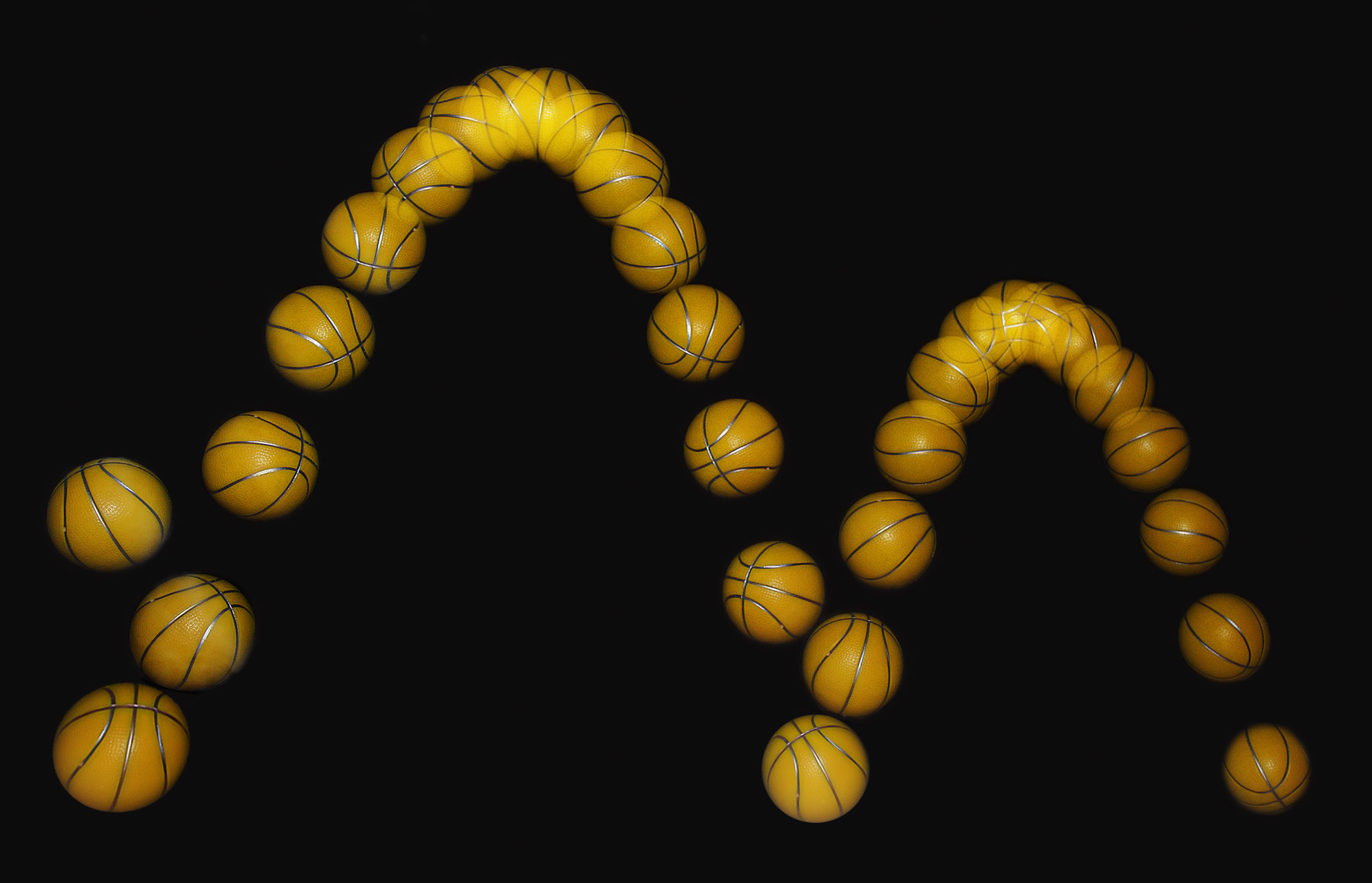
En studsande boll filmad i stroboskopisk belysning.

Studskoefficient är ett tal som uttrycker ett objekts, oftast en boll, studsförmåga.
Studskoefficienten är kvoten mellan hastigheterna omedelbart efter och omedelbart före studsen. Studskoefficienten är mellan 0 och 1. 0 innebär ingen studs och 1 är en perfekt studs.